# AT&T T-15
AT&T T-15 (ehemals DirecTV-15) ist ein Fernsehsatellit des US-amerikanischen Satellitenbetreibers und Programmanbieters DirecTV.
Er wurde im Herbst 2011 bestellt und am 27. Mai 2015 um 21:16 UTC mit einer Ariane-5-Trägerrakete vom Raketenstartplatz Centre Spatial Guyanais zusammen mit Sky Mexico 1 in eine geostationäre Umlaufbahn gebracht.

## Technische Daten
Der dreiachsenstabilisierte Satellit ist mit 25 Ka-Band-, 32 Ku-Band- und 18 Reverseband-Transpondern ausgerüstet und soll von der Position 102,75° West aus die USA mit Alaska und Hawaii sowie Puerto-Rico mit Fernsehen (unter anderem Ultra-HD-4K) versorgen. Als Reverseband wird eine Nutzungsvariante des elektromagnetischen Spektrums bezeichnet, bei der der Bandbereich für den Uplink verwendet wird, der woanders dem Downlink dient, und der für den Downlink, der woanders für den Uplink zum Einsatz kommt. Für die Lageregelung sowie das Halten oder Verändern der Position besitzt er mehrere mit MMH und MON-3 betriebene Zweistofftriebwerke mit 10 Newton Schub sowie mit Xenon als Stützmasse betriebene elektrische Triebwerke des Typs SPT-100 (СПД-100) des russischen Konstruktionsbüros Fakel aus Kaliningrad. Diese haben Schub von jeweils 83 Millinewton. DirecTV-15 wurde auf Basis des Satellitenbus Eurostar E3000 von Airbus Defence and Space gebaut und besitzt eine geplante Lebensdauer von 15 Jahren.